# Orso Mario Corbino
Orso Mario Corbino (Augusta, 30 de abril de 1876 – Roma, 23 de enero de 1937) fue un físico y político italiano.
Estudió la influencia de los campos magnéticos externos en el movimiento de los electrones en los metales y descubrió el llamado efecto Corbino (una variante del efecto Hall), pero es conocido sobre todo por haber sido supervisor y mentor de los chicos de la Vía Panisperna, entre los que se encontraba Enrico Fermi, en la época en que fue director del Instituto de Física de Roma.
Fue profesor de la Universidad de Mesina (1905) y de la Universidad de Roma (1908). Ocupó el cargo de Ministro de Instrucción Pública entre 1921 y 1922, y el de Ministro de Economía Nacional entre 1923 y 1924. Además, fue presidente de la Sociedad Italiana de Física (1914-1919) y de la Sociedad Italiana de Ciencias (1932-1937). Recibió la Medalla Matteucci en 1909.

## Biografía y carrera

### Nacimiento y estudios
Fue el segundo de los siete hijos de Vincenzo y Rosaria Imprescia. Nació en Augusta, en el seno de una modesta familia de artesanos de la pasta. Ingresó en el seminario, del que salió a los 11 años para cursar el bachillerato en Catania, donde tuvo como profesor al físico Enrico Stracciati (1858-1937), que colaboró con Adolfo Bartoli en investigaciones sobre el calor específico del agua.
Se licenció en Física con sólo 20 años en la Universidad de Palermo bajo la dirección de Damiano Macaluso, de quien posteriormente se convirtió en asistente. En 1904 ganó al mismo tiempo dos concursos universitarios, uno de electrotecnia y otro de física, y optó por la cátedra de Física experimental de la Universidad de Mesina. Tras sobrevivir al devastador terremoto de Mesina, en 1908 se trasladó a Roma llamado por Pietro Blaserna para cubrir la cátedra de Física complementaria que había quedado vacante tras la muerte prematura, en 1907, del profesor Alfonso Sella.

### Investigación y descubrimientos
Trabajó en el campo de la magneto-óptica y descubrió, junto con Damiano Macaluso, el efecto Macaluso-Corbino (relativo a la polarización rotacional de vapores metálicos en un campo magnético) y, posteriormente, el efecto Corbino, una variante del efecto Hall consistente en la distorsión de las líneas de corriente en un disco atravesado por corrientes radiales e inmerso en un campo magnético.
En colaboración con su ayudante Giulio Cesare Trabacchi, desarrolló un dispositivo para generar altas tensiones rectificadas para alimentar los tubos de rayos X que se utilizaban en radiodiagnóstico y radioterapia. Además, investigó el calor específico de los metales a temperaturas muy elevadas y, en el campo de la fotoelasticidad, verificó la teoría de las distorsiones elásticas de Volterra y la aplicó al análisis de las tensiones en los materiales. Durante la Primera Guerra Mundial trabajó en explosivos y colaboró con la oficina de «Invenciones e Investigación» de la Subsecretaría de Armas y Municiones del Ministerio de Defensa.

### Técnico hidroeléctrico
En la década de 1910, Corbino se involucró en la gran apuesta de Italia por el desarrollo del sector hidroeléctrico y, en consecuencia, en el delicado asunto de las concesiones y las disputas entre empresas. Al mismo tiempo, colaboró con la Oficina de Invenciones e Investigación, y gracias a sus dotes diplomáticas y a su ingenio para resolver situaciones complicadas se ganó la simpatía de Giovanni Giolitti, en la que sería la primera de una larga colaboración con el mundo político.

### Político y técnico
Tras la Primera Guerra Mundial desarrolló una intensa labor en los ámbitos político e industrial. Fue Presidente del Consejo Superior de Aguas y Obras Públicas en 1917, Senador del Reino desde 1920, Ministro de Instrucción Pública entre 1921 y 1922 (en el primer gobierno de Bonomi) y Ministro de Economía Nacional entre 1923 y 1924 (nombrado para este cargo por Mussolini, aunque no era miembro del Partido Nacional Fascista). Tras la muerte de Blaserna, ocupó también la presidencia del Instituto de Física Experimental y del Instituto de la Vía Panisperna entre 1918 y 1937.
Nunca se afilió al PNF, aunque apoyó sus iniciativas económicas más significativas; esto sucedió, según los historiadores, porque una gran parte del mundo de la ciencia y la tecnocracia veía en el proyecto de Mussolini una línea de continuidad con las tendencias de Giolitti y Nitti (aunque desprovistas de valores democráticos).

### Gestor industrial
Sus aportaciones científicas en los campos de la electrotecnia y la electrónica estuvieron acompañadas de un compromiso directo con el desarrollo de la industria eléctrica italiana: fue presidente de la Compañía General de Electricidad (Compagnia Generale di Elettricità) y de la Sociedad Meridional de Electricidad (Società Meridionale di Elettricità). En 1926, al convocar en Roma a Enrico Fermi y Franco Rasetti, dio inicio a la que acabaría conociéndose como la Escuela de Roma.

### Protector y mentor de los chicos de la Vía Panisperna

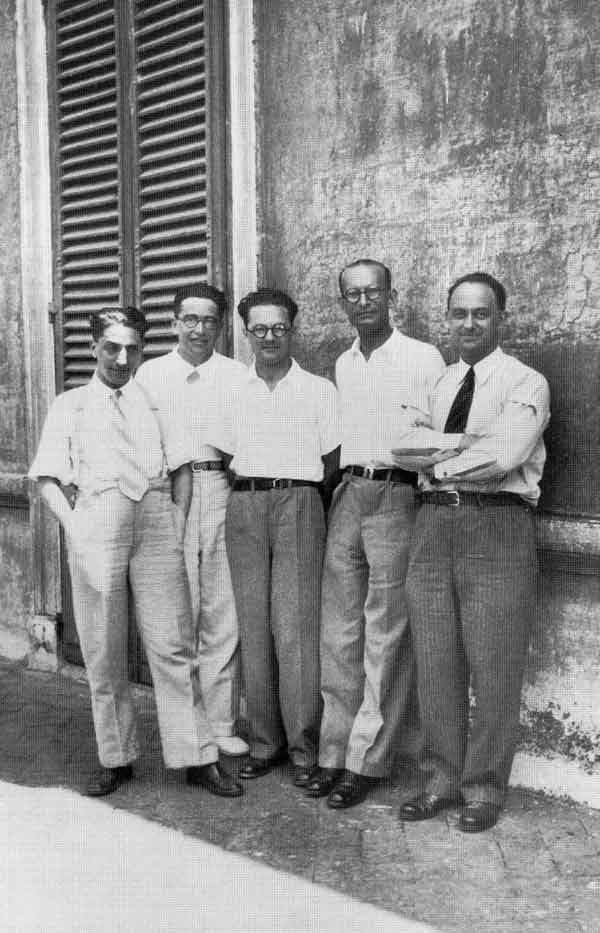
De izquierda a derecha: Oscar D'Agostino, Emilio Segrè, Edoardo Amaldi, Franco Rasetti y Enrico Fermi

En 1926 creó en Roma la primera cátedra de Física Teórica de la historia del país para Fermi y en 1930 una cátedra de Espectroscopia para Rasetti. En 1931 asumió la presidencia de la Sociedad de Industrias Eléctricas de Rodas y de la Compañía Eléctrica de Bengasi, y además entró a formar parte del consejo de administración del Credito Italiano y fue presidente de la Comisión de Control de las Radiodifusiones.
Su capacidad para comprender las potenciales aplicaciones prácticas de la investigación se puso de manifiesto cuando, en 1934, convenció a Fermi, Rasetti y otros cuatro «chicos de la Vía Panisperna» para que patentaran su método de producción de radioisótopos mediante neutrones lentos. Como mentor de los chicos de la Vía Panisperna, dirigió sus esfuerzos a lograr unas condiciones óptimas desde el punto de vista económico, organizativo y académico. Tuvo que hacer frente a la difícil tarea de obtener los fondos necesarios para la investigación y para la adquisición de los costosos minerales de radio. Los chicos le apodaron "el Todopoderoso" (il Padreterno) por su capacidad para buscar financiación y becas para estancias en el extranjero.

### Televisión
En el último periodo de su carrera se ocupó de los problemas relacionados con el desarrollo de las radiotelecomunicaciones y de los estudios sobre el potencial de la tecnología emergente de la televisión. En 1935 viajó a Niza para asistir al primer Congreso Internacional de Televisión y fue elegido presidente del Centro Internacional de Televisión. A al año siguiente realizó una intensa gira por los Estados Unidos de América para estudiar las emisiones televisivas y las tecnologías que se empleaban.
A su regreso a Italia fundó el Instituto de Electroacústica del Consejo Nacional de Investigación (Consiglio Nazionale delle Ricerche, CNR) en la Vía Panisperna, hoy Instituto de Acústica y Sensórica «Orso Mario Corbino» (IDASC). También preparó el material para la instalación de una estación transmisora experimental en Roma, pero no pudo presenciar las primeras pruebas, ya que murió en enero de 1937 a causa de una neumonía.

## Obras
Publicó más de 160 trabajos, entre los que se cuentan no sólo investigaciones originales, sino también conferencias y discursos de contenido tanto científico como de política educativa y económica. Algunos de estos discursos se recogieron en un volumen publicado en 1938, poco después de su muerte, cuyo apéndice contiene más de una docena de escritos y obituarios (destacan las firmas de Fermi, Trabacchi y Lombardi) aparecidos en periódicos y revistas de la época.
- Meccanica, acustica, cosmografia (en italiano) 1. Palermo: Sandron. 1921.
- Calore, ottica, elettricità e magnetismo (en italiano) 2. Palermo: Sandron. 1921.
- Conferenze e discorsi di Orso Mario Corbino (en italiano). Roma: Edizioni Enzo Pinci. 1938.